# José Manuel Martínez Aguirre (ingeniero y político)
José Manuel Martínez Aguirre (Tequila, Jalisco, 15 de junio de 1934 - Guadalajara, 4 de octubre de 2001) fue un ingeniero, empresario y político mexicano, miembro del Partido Acción Nacional.
José Manuel Martínez estudió Ingeniería Civil en la Universidad de Guadalajara, licenciándose en 1961, y graduándose con la tesis "Concreto preesforzado". En 1959, se casó con Elia Montes Guerrero.
Durante su vida se desempeñó dentro del área de su especialización, y además ejerció como director de Obras Públicas, presidente del Consejo de Colaboración Municipal del Ayuntamiento de Tequila y presidente de la Agrupación de Exalumnos Jesuitas entre 1987 y 1988. 

## Trayectoria política
En 1969 se adhirió al Partido Acción Nacional y fue elegido diputado federal en el año de 1988 a la LIV Legislatura por el XIV Distrito Electoral Federal de Jalisco, cuyo periodo concluyó en 1991.
Fue víctima del cáncer y falleció en Guadalajara el 4 de octubre de 2001.